# Lucjan Wiśniewski (polityk)
Lucjan Wiśniewski (ur. 29 kwietnia 1916 w Dobrzyniu nad Drwęcą, zm. 18 stycznia 1976) – polski kowal, poseł na Sejm PRL III kadencji.

## Życiorys
Uzyskał wykształcenie podstawowe, z zawodu był kowalem. Został uwięziony w KL Stutthof. W 1948 rozpoczął pracę na stanowisku starszego mistrza budowy kadłubów w Stoczni Szczecińskiej im. Adolfa Warskiego. Wstąpił do Polskiej Zjednoczonej Partii Robotniczej, z jej ramienia pełnił mandat radnego Wojewódzkiej Rady Narodowej w Szczecinie. W 1961 został posłem na Sejm PRL z okręgu Szczecin, w trakcie kadencji zasiadał w Komisji Przemysłu Ciężkiego, Chemicznego i Górnictwa.
Został pochowany na cmentarzu Centralnym w Szczecinie.

## Odznaczenia
- Order Sztandaru Pracy II klasy
- Złoty Krzyż Zasługi
- Srebrny Krzyż Zasługi
- Medal 30-lecia Polski Ludowej
- Medal 10-lecia Polski Ludowej
- Odznaka tytułu honorowego „Zasłużony Stoczniowiec Polskiej Rzeczypospolitej Ludowej”
- Odznaka pamiątkowa „Gryfa Pomorskiego”